# Liste der Monuments historiques in Bagneaux-sur-Loing
Die Liste der Monuments historiques in Bagneaux-sur-Loing führt die Monuments historiques in der französischen Gemeinde Bagneaux-sur-Loing auf.

## Liste der Bauwerke
| Bezeichnung | Beschreibung | Standort | Kennzeichnung | Schutzstatus | Datum | Bild           |
| ----------- | ------------ | -------- | ------------- | ------------ | ----- | -------------- |
| Kapelle     |              | (Lage)   | PA00086804    | Inscrit      | 1926  | weitere Bilder |

## Liste der Objekte
| Bezeichnung | Beschreibung          | Standort                           | Kennzeichnung | Schutzstatus | Datum | Bild |
| ----------- | --------------------- | ---------------------------------- | ------------- | ------------ | ----- | ---- |
| Glocke      | Bronze, 1579 gegossen | in der Kirche Saint-Léonard (Lage) | PM77000035    | Classé       | 1938  |      |